# Resolució 846 del Consell de Seguretat de les Nacions Unides
La Resolució 846 del Consell de Seguretat de les Nacions Unides fou adoptada per unanimitat el 22 de juny de 1993. Després de reafirmar la Resolució 812 (1993) sobre la situació a Ruanda i prenent nota d'un informe del secretari general Boutros Boutros-Ghali, el Consell va establir la Missió d'Observadors de les Nacions Unides per Uganda i Ruanda (UNOMUR) durant el període inicial de sis mesos.
La necessitat d'evitar la represa dels combats a Ruanda entre els hutus majoritaris i els tutsis minoritaris, el govern de Juvénal Habyarimana i el Front Patriòtic Ruandès (FPR), es va emfatitzar en la necessitat d'una solució política negociada en el marc dels acords signats a Arusha, Tanzània. Al mateix temps, el Consell va elogiar els esforços de l'Organització de la Unitat Africana (OUA) i Govern de Tanzània per trobar una solució.
Després d'establir l'UNOMUR per un període inicial de sis mesos a la frontera comú entre Ruanda i Uganda, es va decidir que supervisaria la frontera entre Uganda i Ruanda per verificar que cap assistència militar no arribés a Ruanda, especialment pel que fa a les armes i les municions que es transportaven per carretera. Abans del ple desplegament de la UNOMUR, un acord d'estatut de la missió garantiria la seguretat del personal de manteniment de la pau i s'hauria de tractat la plena cooperació del Govern d'Uganda amb el secretari general, amb un enviament avançat dins dels 15 dies i la seva implementació completa en els 30 dies posteriors a l'adopció de la resolució actual. Després de 60 dies, el Consell va demanar un informe sobre l'aplicació de la resolució actual.
El Consell insta el govern ruandès i l'FPR a respectar el dret internacional humanitari i que s'abstinguin de qualsevol acció que pugui augmentar les tensions a la regió i concloure immediatament un acord de pau. La decisió de Boutros-Ghali de donar suport als esforços de pau de l'OUA posant dos experts militars a la seva disposició fou recolzada pel Consell, que li va demanar que informi sobre l'evolució d'un acord polític a Arusha i de la contribució de les Nacions Unides podria fer per ajudar a la OUA en la implementació de l'acord abans esmentat.